# Sardegna come un'infanzia
Sardegna come un'infanzia è un diario di viaggio, opera dello scrittore siracusano Elio Vittorini (1908-1966).
Nel settembre 1932, partecipò, insieme ad altri scrittori, ad una sorta di "crociera letteraria" in Sardegna. Il viaggio era stato organizzato dal settimanale L'Italia Letteraria, in vista di un premio di 5000 lire per il miglior diario di viaggio in Sardegna. La giuria del premio era composta da Grazia Deledda, Silvio Benco e Cipriano Efisio Oppo. Vittorini, che partecipò con lo pseudonimo "Amok", vinse ex aequo con Virgilio Lilli e diverse parti del testo furono pubblicate prima su L'Italia Letteraria (25 dicembre 1932), con il titolo Quaderno sardo, poi sul Bargello (1 gennaio 1933), con il titolo Gioia Mussolinea, tristezza di Iglesias, e su Solaria (gennaio 1933), con il titolo Giorni di mare. Nel 1936 il testo uscì in volume, con il titolo Nei Morlacchi. Viaggio in Sardegna, con la prosa lirica Nei Morlacchi, per l'editore Parenti, e poi nel 1953 per Mondadori, con il titolo definitivo Sardegna come un'infanzia.